# Sarò libero!
Sarò libero! è il terzo album solista di Fabrizio Zanotti, realizzato nel 2012. Contiene un estratto del concerto tenutosi al Teatro Giacosa di Ivrea il 24 aprile 2012.

## Tracce
1. Fischia il vento (testo e musica di Felice Cascione)
2. E c'è una storia che ci piace ascoltare (testo e musica di Fabrizio Zanotti e Nicola Ricco)
3. La mia divisa (testo e musica di Fabrizio Zanotti)
4. Olive da friggere forte (testo e musica di Fabrizio Zanotti)
5. Inclinato ad Oriente (testo e musica di Fabrizio Zanotti)
6. Facce di fango (testo e musica di Fabrizio Zanotti)
7. Il ponte (di Piero Calamandrei)
8. Poco di Buono (testo e musica di Fabrizio Zanotti e Nicola Ricco)
9. Bandiera (testo di Fabrizio Zanotti e Valentina La Barbera e musica di Fabrizio Zanotti)
10. L'universo che ora dorme (testo e musica di Fabrizio Zanotti)
11. Sarò libero (testo e musica di Fabrizio Zanotti)
12. Matrioska (testo e musica di Fabrizio Zanotti)
13. Il mare se bagna Milano (testo e musica di Fabrizio Zanotti e Nicola Ricco)
14. I giovani (di Piero Calamandrei)
15. Chini Marco (testo e musica di Fabrizio Zanotti)
16. Se non ora quando? (Mena le mie idee) (testo di Fabrizio Zanotti e Valentina La Barbera e musica di Fabrizio Zanotti)
17. Musicalenta (testo e musica di Fabrizio Zanotti)
18. O bella ciao (tradizionale)

## Musicisti
- Fabrizio Zanotti: voce, chitarra acustica
- Enrico Perelli: pianoforte, tastiere, fisarmonica
- Silvano Ganio Mego: basso elettrico
- Daniele Pavignano: batteria
- Federica Albertella: cori
- Riccardo Gifuni: cori
- Matteo Nahum: chitarra elettrica

### Altri musicisti
- Coro Bajolese nei brani "Fischia il vento", "Poco di Buono" e "O bella ciao"
- Ensemble Lorenzo Perosi composto da
  - Marcello Bianchi: violino
  - Massimo Coco: violino
  - Krystyna Porebska: viola
  - Gianni Boeretto: violoncello

nei brani "La mia divisa", "L'universo che ora dorme", "Sarò libero", "Matrioska", "Il mare se bagna Milano","Chini Marco", "Musicalenta", "O bella ciao"